# IntelliStation Pro
IntelliStation Pro（インテリステーション・プロ）は、1997年から2008年まで展開していたIBMのワークステーションの製品名である。IBM PC 360・365の後継として1997年3月に発売された。Blade Workstation HC10 の登場により、製造販売を中止した。IBMによるPC事業売却の対象とならず、ThinkCentre・ThinkPadシリーズ売却の2005年以降もIBMで開発・販売されたため、Lenovoが販売する「ThinkStation（シンクステーション）」とは開発上の関連性はない。 この項では姉妹製品である「IntelliStation POWER」についても記す。
一部のM ProはローエンドモデルのNetFinity1000シリーズとハードウエア構造的に類似していた。
2002年2月には、POWERプロセッサをベースとするeServer pSeriesのワークステーションもIntelliStationの傘下に収めた。

## 概要
企業向けクランアントコンピュータとして提供され、主に機械設計用のCATIAなどの3次元CADや、コンピュータグラフィックス性能を要求する業務用のアプリケーションソフトウェアを利用する。
インテル Pentium 4や、Core 2 Duoを搭載したM Pro（エム・プロ）、Xeon搭載のZ Pro（ゼット・プロ）、AMD製CPU搭載のA Pro（エー・プロ）のシリーズがある。エントリー向けワークステーションとしてEPro（イー・プロ）。日本もマーケット向けに、小型化したMProとして MPro SFFがラインナップに存在した。
IBMのサーバー管理ソフトウェアDirectorやRDMと連携できる仕掛けや、不具合が起きた際、故障個所をLEDの点灯で明示するLight Path を備え保守を容易にしている。オンラインでハードウェアのリビジョンやファームウェアバージョン、インストールされているアプリケーションのバージョン一覧を取得するツールを利用できるなど、PCと差別化のできなくなっている今日のワークステーションと比べ、前述の通りNetFinityやSystem p、System xと近しい関係にありサーバー譲りの独自機能が付加されていた。
高度な描画性能へのニーズに応え、NVIDIAのQuadroシリーズやATI FireProシリーズなど基板サイズの大きなビデオカード（選択式）を内蔵する。また、サーバと同様にディスクアレイコントローラを搭載し、RAID構成で稼働率の高い構成が採れる。
このように、CPUやビデオカード等の構成が多岐に渡るため、IBMおなじみの黒い筐体ながらIntellistation専用のものからNetVistaやThinkCentreと共通のものまでラインナップされており、シリーズによって大きさが異なる。またIntellistationの多くに共通する特徴として、NetVistaやThinkCentreなどに用いられていたIBMカラーであるブルーのアクセントが用いられていないあるいは使われている比率が少ない場合が多い。
2007年に後継のIBM BladeCenter HC10の登場により販売を終了した。

## モデル
- A pro - AMD社製プロセッサ搭載モデル(2004年-2006年)
- E pro - エントリーモデル(1998年-2003年)
- M pro - Intel Pentium II・Pentium 4・Core 2 Duo・Xeon搭載モデル(1997年-2007年)
- R pro - 1Uラックマウント型(2001年)
- Z pro - Intel Xeon・Itanium搭載モデル(1997年-2006年)

いずれのシリーズも2013年現在は生産終了している。

## 年表

### 1997年
- 11月 - IntelliStation M Pro(6898)を発売[2]。6898-11Jと6898-14Jの2モデルを発売。いずれもPentium IIを搭載、デュアルプロセッサーに対応。価格は11Jが59万8000円、14Jが128万円。メモリは14Jに128MB、11Jにも64MBを標準搭載、最大512MBまで拡張が可能。11月28日より出荷を開始。[3]

### 1998年
- 4月 - Intelli Station M Pro(6889)を発表。M Pro(6898)には追加モデル。[4] 10J、11J、14Jの3モデルをラインナップ。最大32倍速CD-ROMドライブ、3モードFDD、拡張スロットが、AGP×1、PCI×4、PCI/ISA×1。インターフェースが、USBポート×2、100BASE-TX×1などは3モデル共通仕様で、いずれも6月11日出荷。

M Pro(6889)
6889-10JCPUにPentium II-350MHzを搭載。PC-100の64MB SDRAM（最大1GB）、EIDE対応の6.4GB HDD、グラフィックボードはMatrox Millennium II AGPを搭載。解像度は、640×480ドット（1677万色）、800×600ドット（1677万色）、1024×768ドット（1677万色）、1280×1024ドット（1677万色）、1600×1200ドット（6万5000色）。価格は57万3000円。
6889-11JCPUはPentium II-400MHzを搭載。PC-100の64MB SDRAM（最大1GB）、EIDE対応の9.1GB HDD、グラフィックボードはMatrox Millennium II AGPを搭載。解像度は、640×480ドット（1677万色）、800×600ドット（1677万色）、1024×768ドット（1677万色）、1280×1024ドット（1677万色）、1600×1200ドット（6万5000色）。価格は63万3000円。
6889-14JCPUにPentium II-400MHzを搭載。PC-100対応の128MB SDRAM（最大1GB）、Ultra Wide SCSI対応の9.1GB HDD、グラフィックにIntergraph Intense 3D Pro 3400を搭載。解像度は、640×480ドット（1677万色）、800×600ドット（1677万色）、1024×768ドット（1677万色）、1280×1024ドット（1677万色）。価格は128万円。
M Pro(6898)追加モデル
共通の仕様は、CPUにPentium II-333 MHz、チップセットに440LX AGPsetを採用。最大24倍速CD-ROM、3モードFDD、拡張スロットが、AGP×1、PCI×3、PCI/ISA×1、ISA×1。インターフェースが、USBポート×2、100BASE-TX×1などで、20日に出荷を開始。
6898-22Jメモリが64MB SDRAM、グラフィックボードにPERMEDIA 2を採用、解像度は、640×480ドット（1677万色）、800×600ドット（1677万色）、1024×768ドット（1677万色）、1280×1024ドット（1677万色）、1600×1200ドット（6万5000色）。価格は63万3000円。
6898-24Jメモリが128MB SDRAM、グラフィックボードにIntergraph Intense 3D Pro2200/4Tを採用、解像度は、640×480ドット（1677万色）、800×600ドット（1677万色）、1024×768ドット（1677万色）、1280×1024ドット（1677万色）。価格は128万円。
- 10月 - IntelliStation Z Pro(6865)・M Pro(6889)・E Pro(6893)を発売。[5][6]

Z Pro(6865)IntelliStationシリーズのハイエンドモデルとして発売。「25J」のワングレードのみのラインナップ。CPUには、Pentium II Xeon450MHzを最大2個搭載可能。メモリは標準256MB（最大2GB）のECC対応SDRAM、10,000rpmの9.1GBのUltra2 SCSIハードディスクを搭載。グラフィックボードはIntence 3D Pro3400を採用。タワー型筐体はブラックで、サイズは幅200×奥行き445×高さ492mmで、重量は20.5 kg。価格は148万円から。
M Pro(6889)ミドルエンドモデルとして発売。Dグラフィック向けのモデル「41J」と3Dグラフィックに特化したモデル「44J」の2機種を発売。グラフィックボードは44JにはZ Proと同じIntence 3D Pro3400を、41JにMillennium G200を採用。44Jは、オプションでIntense 3D 3400GAを選択することも可能。両モデルともPentium II-450MHzを2個搭載可能で、チップセットはIntel 440BX、ECC対応のSDRAMを128MB(最大1GB)を搭載。タワー型筐体はZ Pro同様ブラックで、サイズは幅200×奥行き445×高さ492mmで、重量は17.3kg。14日に出荷。価格は44Jが118万円。41Jが63万8000円。
E Pro(6893)エントリーモデルのE Proは、Pentium II-450MHz、チップセットはIntel 440BX、グラフィックボードはMillennium G200、メモリーはECC対応の128MB SDRAM、ATA-33対応(7200rpm)のHDDを10.1GBの構成で、価格は54万8000円。OSはWindows NT 4.0がプレインストールされる。14日に出荷を開始。

### 1999年
- 4月 - IntelliStationの3機種7モデルを発表し、ラインナップを一新。[7]

Z Pro(6865)CPUにPentium III Xeon550MHz/500MHzを搭載し、デュアルプロセッサーにも対応する。デジタルモックアップやCG制作向けの3Dモデルと、ノンリニアビデオ編集などに適した2Dモデルが用意された。3Dモデルには、Intense 3D Wildcat 4000を採用。Intense 3D Wildcat 4000 RA(PCI)とIntense 3D Wildcat 4000 GA(AGP)の2枚のボードで構成される。2DモデルはMillennium G200Dが採用されている。
| モデル                             | 6865-46J                             | 6865-40J                             | 6865-36J                             |
| プロセッサ                         | Pentium III Xeon-500MHz(最大2基搭載) | Pentium III Xeon-500MHz(最大2基搭載) | Pentium III Xeon-450MHz              |
| チップセット                       | Intel 440GX AGPset                   | Intel 440GX AGPset                   | Intel 440GX AGPset                   |
| 主記憶(RAM)容量                    | 256MB(100MHz、ECC SDRAM、最大2GB)    | 128MB(100MHz、ECC SDRAM、最大2G)     | 256MB(100MHz、ECC SDRAM、最大2G)     |
| HDD                                | 9.1GB Ultra2SCSI(10,000rpm)          | 9.1GB Ultra2SCSI(7,200rpm)           | 9.1GB Ultra2SCSI(10,000rpm)          |
| FDD                                | 3.5型 3モード(1.44MB/1.2MB/720KB)    | 3.5型 3モード(1.44MB/1.2MB/720KB)    | 3.5型 3モード(1.44MB/1.2MB/720KB)    |
| 光学式ドライブ                     | 最大40倍速CD-ROMドライブUltra ATA/33 | 最大40倍速CD-ROMドライブUltra ATA/33 | 最大40倍速CD-ROMドライブUltra ATA/33 |
| グラフィック                       | Intense 3D Wildcat 4000              | Millennium G200D                     | Intense 3D Wildcat 4000              |
| ビデオメモリ                       | 80MB                                 | 8MB(最大16MB)                        | 80MB                                 |
| 拡張ベイ(空き)                     | 7(4)                                 | 7(4)                                 | 7(4)                                 |
| バススロット(空き)                 | AGP(0)、PCI×5(3)、PCI/ISA×1(1)       | AGP(0)、PCI×5(4)、PCI/ISA×1(1)       | AGP(0)、PCI×5(3)、PCI/ISA×1(1)       |
| Ethernet                           | 100Base-TX Ethernet(Wake On LAN対応) | 100Base-TX Ethernet(Wake On LAN対応) | 100Base-TX Ethernet(Wake On LAN対応) |
| その他                             | Sound Blaster Pro互換CS 4235搭載     | Sound Blaster Pro互換CS 4235搭載     | Sound Blaster Pro互換CS 4235搭載     |
| 初期導入オペレーティング・システム | -                                    | -                                    | -                                    |
| 価格                               | 158万円                              | 86万8000円                           | 148万円                              |
| 出荷                               | 1999年5月26日                        | 1999年4月21日                        | 1999年5月26日                        |

M Pro(6889)CPUにPentium III 500MHzを搭載し、デュアルプロセッサーに対応する。3D CADやCG制作向けの3Dモデルと、ノンリニアビデオ編集、プログラミング業務向けの2Dモデルがラインナップされた。3Dモデルでは、Diamond Multimedia Systemsとの共同開発製品IBM Fire GL1を採用している。IBM Fire GL1はグラフィックチップとして、Full OpenGL 3D、AGP×2対応のIBM 256-bit Graphics Rasterizerを採用、32MBのビデオメモリを搭載。2DモデルはZ Pro同様Millennium G200Dが採用されている。
| モデル                             | 6889-56J                             | 6889-53J                             |
| プロセッサ                         | Pentium III-500MHz                   | Pentium III-500MHz                   |
| チップセット                       | Intel 440GX AGPset                   | Intel 440GX AGPset                   |
| 主記憶(RAM)容量                    | 256MB(100MHz、ECC SDRAM、最大1GB)    | 256MB(100MHz、ECC SDRAM、最大1GB)    |
| HDD                                | 9.1GB Ultra2SCSI(10,000rpm)          | 9.1GB Ultra2SCSI(7,200rpm)           |
| FDD                                | 3.5型 3モード(1.44MB/1.2MB/720KB)    | 3.5型 3モード(1.44MB/1.2MB/720KB)    |
| 光学式ドライブ                     | 最大40倍速CD-ROMドライブUltra ATA/33 | 最大40倍速CD-ROMドライブUltra ATA/33 |
| グラフィック                       | IBM Fire GL1                         | Millennium G200D                     |
| ビデオメモリ                       | 32MB                                 | 8MB(最大16MB)                        |
| 拡張ベイ(空き)                     | 6(3)                                 | 6(3)                                 |
| バススロット(空き)                 | AGP(0)、PCI×4 (4)、PCI/ISA×1(1)      | AGP(0)、PCI×4 (4)、PCI/ISA×1(1)      |
| Ethernet                           | 100Base-TX Ethernet(Wake On LAN対応) | 100Base-TX Ethernet(Wake On LAN対応) |
| その他                             | Sound Blaster Pro互換CS 4235搭載     | Sound Blaster Pro互換CS 4235搭載     |
| 初期導入オペレーティング・システム | -                                    | -                                    |
| 価格                               | 89万8000円                           | 72万8000円                           |
| 出荷                               | 1999年4月21日                        | 1999年4月21日                        |

E Pro(6893)CPUはPentium III-500MHz/450MHzを搭載。デュアルプロセッサーには非対応。2Dモデルのみが用意され、グラフィックボードはMillennium G200Dが採用されている。
| モデル                             | 6893-52J                                  | 6893-50J                                  |
| プロセッサ                         | Pentium III-500MHz                        | Pentium III-450MHz                        |
| チップセット                       | Intel 440GX AGPset                        | Intel 440GX AGPset                        |
| 主記憶(RAM)容量                    | 128MB(100MHz、SDRAM、最大768MB)           | 128MB(100MHz、SDRAM、最大768MB)           |
| HDD                                | 13.5GB Ultra ATA(7,200rpm)                | 13.5GB Ultra ATA(7,200rpm)                |
| FDD                                | 3.5型 3モード(1.44MB/1.2MB/720KB)         | 3.5型 3モード(1.44MB/1.2MB/720KB)         |
| 光学式ドライブ                     | 最大40倍速CD-ROMドライブUltra ATA/33      | 最大40倍速CD-ROMドライブUltra ATA/33      |
| グラフィック                       | Millennium G200D                          | Millennium G200D                          |
| ビデオメモリ                       | 8MB(最大16MB)                             | 8MB(最大16MB)                             |
| 拡張ベイ(空き)                     | 4(1)                                      | 4(1)                                      |
| バススロット(空き)                 | AGP(0)、PCI×2 (2)、PCI/ISA×1(1)、ISA×1(1) | AGP(0)、PCI×2 (2)、PCI/ISA×1(1)、ISA×1(1) |
| Ethernet                           | 100Base-TX Ethernet(Wake On LAN対応)      | 100Base-TX Ethernet(Wake On LAN対応)      |
| その他                             | Sound Blaster Pro互換CS 4235搭載          | Sound Blaster Pro互換CS 4235搭載          |
| 初期導入オペレーティング・システム | -                                         | -                                         |
| 価格                               | 32万8000円                                | 25万8000円                                |
| 出荷                               | 1999年4月21日                             | 1999年4月21日                             |

- 10月 - 追加モデルを発表。E Pro(6893-96J)の1モデルと、ミッドレンジモデルのM Pro(6889-93J/95J)の2モデル。[8]

M Pro(6889)CPUはPentium III-600MHzを採用。2チャンネルUltra Wide SCSIインターフェースをオンボードで装備し、9.1GBのHDD(Ultra Wide SCSI対応)を搭載。100Base-TX対応ネットワークインターフェースをオンボードで装備し、“Alert on LAN”機能や“SMART Reaction”機能、“LCCM”機能に対応する。3Dモデル(6889-95J)は、グラフィックボードはIBM Fire GL1を搭載し、2Dモデル(6889-93J)はMatrox Millennium G400を搭載する。搭載OSはWindows NT Workstation 4.0(SP4)価格は3Dモデル(6889-95J)が89万8000円、2Dモデル(6889-93J)が56万8000円。13日に出荷。
E Pro(6893-96J)CPUはPentium III-600MHzを採用。128MBのメモリ(SDRAM)と13.5GBのHDD(UltraATA/33)を搭載し、グラフィックボードはIBM Fire GL1を搭載する。システムの異常を検知した場合、自動的に管理者に通知する“Alert on LAN”機能や、クライアントのHDDをサーバーに自動バックアップする“SMART Reaction”機能、クライアントPCのソフトウェアをサーバーからリモートで更新できる“LCCM”に対応する。搭載OSはWindows NT Workstation 4.0(SP4)。価格は39万8000円で、出荷開始は19日。

### 2000年
- 2月 - ワークステーションによるデジタルビデオ編集システムAvid Xpress DV on IntelliStation M Proを発売すると発表。また同時に、IntelliStation Z Proの2モデルと、IntelliStation M Pro3モデルを発売。

Avid Xpress DV on IntelliStation M Pro(6868-91J)このモデルはIntelliStationに、Avid Xpress DVやDVRaptorなどのDVインターフェースをあらかじめ導入して提供するというもので、1998年12月に発表したアビッドジャパンとの映像処理システムに関する協力の一環として発表された。ユーザーは、DVデッキを接続するだけで編集を始めることができる。CPUにPentium III-600EB MHzを採用し、128MBのメモリー(PC600対応RDRAM)と9.1GB＋18.1GBのWide Ultra2 SCSI HDDを搭載する。グラフィックボードにはMillennium G400、最大48倍速のCD-ROMドライブを装備する。出荷開始は3月24日で、希望小売価格は88万8000円。

## IntelliStation POWER
IntelliStation POWER (インテリステーション・パワー) はIBMのPOWERプロセッサを搭載したUNIXワークステーション である。POWER 185・285は同社が最後に手掛けたPOWERアーキテクチャベースのワークステーションであり、IntelliStationシリーズの中でもM Pro・Z Pro販売終了後 も販売され続け、2009年1月2日に販売を終了 するまで同社唯一のワークステーション製品でもあった。

### モデル

#### IntelliStation POWER 265
Type 9112-265 (2002年2月-2003年9月)
| プロセッサ                         | POWER3-II 450 MHz(最大2基搭載)                   |                                   |
| L1キャッシュ                       | 64KB data/32KB instruction                       |                                   |
| L2キャッシュ                       | 4MB                                              |                                   |
| 主記憶(RAM)容量                    | 512MB ECC DIMM(最大8GB)                          |                                   |
| メモリスロット数                   | 16                                               |                                   |
| メモリバス幅                       | 64ビット                                         |                                   |
| HDD                                | 18.2GB Ultra SCSI                                |                                   |
| FDD                                | 3.5型 3モード(1.44MB/1.2MB/720KB)                | 3.5型 3モード(1.44MB/1.2MB/720KB) |
| 光学式ドライブ                     | CD-ROM（最大48倍速）                             |                                   |
| グラフィック                       | POWER GXT4500PもしくはGXT6500P                   |                                   |
| ビデオメモリ                       | 128MB                                            |                                   |
| 拡張ベイ(空き)                     | 5(4)                                             |                                   |
| PCIスロット(空き)                  | 5(5)                                             |                                   |
| PCIバス幅                          | 32ビットおよび64ビット                           |                                   |
| Ethernet                           | 10/100 Mbps                                      |                                   |
| 初期導入オペレーティング・システム | AIX 5L Versions 5.1/5.2もしくはAIX Version 4.3.3 |                                   |
| 本体寸法（幅×奥行×高さ）, 重量     | 425×821×426, 重量:35.5kg                         |                                   |

#### IntelliStation POWER 275
Type 9114-275  (2003年6月-2006年2月)
| プロセッサ                         | POWER4+ 1.0 GHz1基もしくは1.45 GHz2基搭載                                       |
| L3キャッシュ                       | 8MB                                                                             |
| 主記憶(RAM)容量                    | 1-16GB ECC Chipkill(最大16GB)                                                   |
| HDD                                | 36.4GB Ultra320 SCSI 最大4台まで搭載可能。ホットスワップ対応。最大容量は587.2GB |
| FDD                                | オプション                                                                      |
| 光学式ドライブ                     | オプション                                                                      |
| グラフィック                       | GXT135P 2D graphics                                                             |
| 拡張ベイ(空き)                     | 3(3)                                                                            |
| PCIスロット(空き)                  | 6(3)                                                                            |
| PCIバス幅                          | 32ビットおよび64ビット                                                          |
| Ethernet                           | 10/100/1000 Mbps                                                                |
| 初期導入オペレーティング・システム | AIX 5L Versions 5.1/5.2                                                         |
| 本体寸法（幅×奥行×高さ）, 重量     | 201×651×533, 重量:43.1kg                                                        |

#### IntelliStation POWER 285
Type 9111-285 (2005年10月-2009年1月)
| プロセッサ                         | POWER5+ 1.9GHzもしくは2.1 GHzを1基ないしは2基搭載                 |
| L2キャッシュ                       | 1.9MB ECC                                                         |
| L3キャッシュ                       | 36MB ECC                                                          |
| 主記憶(RAM)容量                    | 1-32GB DDR2 SDRAM ECC Chipkill(最大32GB)                          |
| HDD                                | 最大1.2TB Ultra320 SCSI 最大4台まで搭載可能。ホットスワップ対応。 |
| FDD                                | -                                                                 |
| 光学式ドライブ                     | -                                                                 |
| グラフィック                       | GXT135P/GXT4500P/GXT6500Pのいずれか                               |
| 拡張ベイ(空き)                     | 3(3)                                                              |
| PCIスロット(空き)                  | 6(6)                                                              |
| PCIバス幅                          | 32ビットおよび64ビット                                            |
| Ethernet                           | 10/100/1000 Mbps                                                  |
| 初期導入オペレーティング・システム | AIX 5L Versions 5.2もしくはそれ以降                               |
| 本体寸法（幅×奥行×高さ）, 重量     | 240×695×535, 重量:35.5kg                                          |

#### IntelliStation POWER 185
Type Type 7047-185 (2006年2月-2009年1月)
| プロセッサ                         | PowerPC 970 2.5 GHzGHzを1基ないしは2基搭載                                                                            |
| L1キャッシュ                       | 1MB |
| 主記憶(RAM)容量                    | 標準512MB DDR DIMM(最大8GB)                                                                                           |
| メモリスロット数                   | 4 |
| HDD                                | 最大900GB Ultra320 SCSI 最大3台まで搭載可能。                                                                         |
| FDD                                | - |
| 光学式ドライブ                     | オプション |
| グラフィック                       | GXT135P/GXT4500P/GXT6500Pのいずれか                                                                                   |
| 拡張ベイ(空き)                     | 2(2) |
| PCIスロット(空き)                  | 5(5) |
| PCIバス幅                          | 32ビットおよび64ビット                                                                                                |
| Ethernet                           | 10/100/1000 Mbps |
| 初期導入オペレーティング・システム | AIX 5L Versions 5.2/SUSE Linux Enterprise Server 9 for POWER Systems(SP3)/Red Hat Enterprise Linux AS 4 for POWER(U3) |
| 本体寸法（幅×奥行×高さ）, 重量     | 216×640×469, 重量:25kg                                                                                                |